# We Still Crunk!
| Recensione | Giudizio |
| ---------- | -------- |
| All Music  | [ 1 ]    |

We Still Crunk! è il secondo album in studio del rapper statunitense Lil Jon, pubblicato nel 2000.

## Descrizione
È il primo album sotto contratto della BME Recordings, etichetta discografica creata dallo stesso Lil Jon; è anche il primo che Lil Jon registra avvalendosi del lavoro di rapper provenienti da diverse zone degli USA, in particolare Atlanta, dove i rapper hanno uno stile simile al suo. 
All'album partecipano gli YoungBloodZ, Don Yute, Too $hort, Chyna White, il gruppo Horrorcore rap Three 6 Mafia (che cantano nel brano Move Bitch) e  altri. Nel brano Shut down insieme a Lil Jon e gli East Side Boyz cantano Loko, Intoxicated, Paine e Bizzarre, rapper dei D12. 
Partecipa all'album anche Bo Hagon, un rapper scoperto dallo stesso Lil Jon, che canta nei brani We don't need that e Fuck Security. In quest'ultimo brano cantano anche The LG's, Bone Cusher, Bun B e Chyna White. Bo Hagon canta anche nel brano Uhh Ohh insieme a Khujo e Goodie.
L'album, in stile Underground, ha riscosso scarso successo a parte ad Atlanta: poche le vendite e nessun brano promosso come singolo.

## Tracce
1. "We Still Crunk"
2. "I Like Dem Girlz"  (featuring Jazze Pha)
3. "Where Dem Girlz At?"  (featuring Sky	)
4. "Bounce Dat Ass"  (featuring Chyna White)
5. "Nothins Free" (featuring Oobie)
6. "Let My Nuts Go"  (featuring Too $hort e Quint Black)
7. "Just a Bitch"  (featuring Oobie, Too $hort e Chyna White)
8. "Da Maurier"
9. "Take 'Em Out"
10. "Uhh Ohhh"  (featuring Bo Hagon, Khujo & Goodie)
11. "Put Yo Hood Up"
12. "Move Bitch"  (featuring Three 6 Mafia, YoungBloodZ, Chyna White e Don Yute)
13. "Fuck Security"  (featuring The LG's, Chyna White, Bone Crusher e Bun B)
14. "Shut Down"  (featuring Bizarre, Chyna Whyte, Loko, Major Payne, Intoxicated e Paine)
15. "I Like Dem Girlz" [Remix]
16. "It Ain't Over"
17. "We Don't Need That"  (featuring Bo Hagon)